# Nicole Schott
Nicole Schott (Essen, 12 settembre 1996) è un'ex pattinatrice artistica su ghiaccio tedesca.
Vincitrice di sette titoli nazionali, ha rappresentato la Germania alle Olimpiadi invernali del 2018 e del 2022, classificandosi rispettivamente diciottesima e diciassettesima.

## Biografia
Nicole Schott è nata a Essen, nella Renania Settentrionale-Vestfalia, il 12 settembre 1996. Suo padre giocava a hockey sul ghiaccio, mentre sua sorella minore Vivienne ha gareggiato anche lei nel pattinaggio artistico.

## Carriera

### Primi anni
Nicole Schott iniziò a pattinare nel 1999. Il suo primo allenatore fu Gudrun Pladdies.
Nel 2009 vinse i Campionati tedeschi per principianti.

### Stagione 2010-11: Debutto internazionale junior
Al suo debutto internazionale junior al NRW Trophy 2010, Schott arrivò quattordicesima. Si classificò successivamente sesta ai Campionati tedeschi del 2011. 
Nello stesso anno la Schott rappresentò la Germania ai Campionati Mondiali Juniores di Gangneung, in Corea del Sud. Si posizionò quindicesima nel programma corto qualificandosi per il programma libero, concludendo poi ventiduesima assoluta.

### Stagione 2011-12: Debutto in nazionale maggiore e primo titolo nazionale

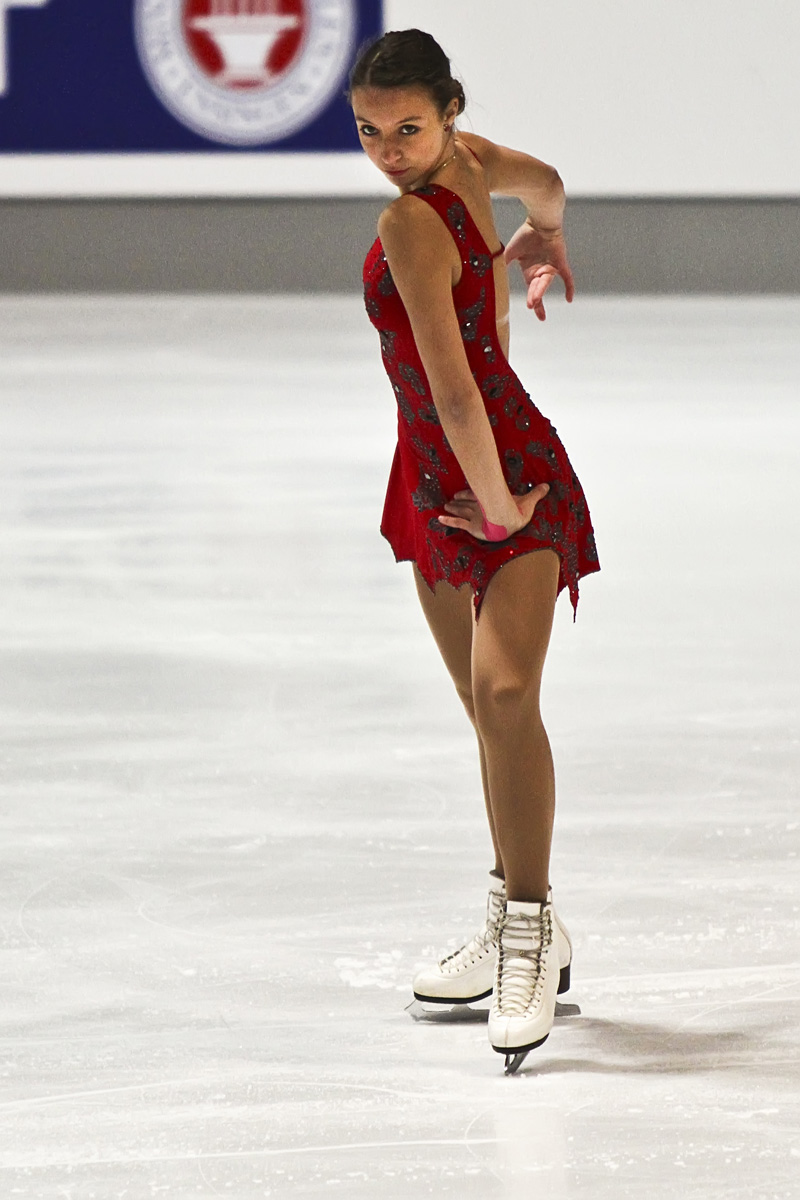
Nicole Schott ai Campionati tedeschi di pattinaggio di figura 2012

Nicole Schott iniziò la stagione 2011-12 gareggiando nell'Ice Challenge 2011 e nella Coppa di Varsavia 2011, finendo settima nella prima e vincendo l'oro nella seconda. Partecipò successivamente a livello senior al NRW Trophy 2011, classificandosi ventunesima.
Il 7 gennaio 2012 Nicole Schott si laurea per la prima volta campionessa nazionale. La Schott si posizionò davanti a Isabel Drescher con 1.2 punti di distacco.

### Stagione 2012-13
Schott iniziò la stagione 2012-13 gareggiando a livello junior, finendo quinta sia al Crystal Skate of Romania 2012 che alla Coppa di Varsavia 2012. Partecipò successivamente al NRW Trophy 2012 dove arrivò sesta.
Continuò a livello senior ai Campionati tedeschi del 2013, dove non riuscì a riconfermare la vittoria dell'edizione precedente finendo ottava.
Successivamente si classificò dodicesima a livello senior al Bavarian Open 2013 e quattordicesima alla Coupe du Printemps 2013.

### Stagione 2013-14: Primo JGP
Nicole Schott debuttò al Junior Grand Prix 2013-14 gareggiando al JGP Polonia 2013 dove finì quattordicesima. Continuò la stagione vincendo l'oro al Crystal Skate of Romania Junior del 2013. Successivamente si classificò al quarto posto allo Skate Celje del 2013 e al nono al NRW Trophy 2013.
Ai Campionati tedeschi del 2014 la Schott tornò di nuovo sul podio classificandosi terza dietro a Sarah Hecken, seconda classificata con 2.58 punti di vantaggio, e Nathalie Weinzierl, prima classificata con 29.83 di vantaggio.
Concluse la stagione classificandosi nona al Bavarian Open 2014 e sesta all'Hellmut Seibt Memorial 2014.

### Stagione 2014-15: Campionati del mondo senior
Nell'estate del 2014 la Schott si separò dall'allenatore di lunga data, Gudrun Pladdies, per allenarsi con Michael Huth nel comune bavarese di Oberstdorf.
La Schott iniziò stagione 2014-15 gareggiando nella serie Junior Grand Prix, piazzandosi settima al JGP Slovenia 2014 e decima al JGP Estonia 2014.
Successivamente si posizionò al nono posto al CS Varsavia Cup 2014 e al NRW Trophy 2014 ottenne la sua prima medaglia internazionale senior, l'oro. In seguito si classificò poi undicesima al CS Golden Spin di Zagabria 2014.
Ai Campionati tedeschi del 2015 la Schott vinse la medaglia d'oro davanti a Nathalie Weinzierl di nove punti.
Venne selezionata per competere ai Campionati Europei 2015 a Stoccolma, in Svezia, dove si classificò nona. Gareggiò successivamente al Bavarian Open 2015, dove si posizionò alla quinta posizione.
Nel marzo del 2015 partecipò alla quarta edizione della Coupe du Printemps dove si classificò terza dietro alla giapponese Riona Kato e alla vittoriosa pattinatrice svedese Joshi Helgesson.
Al suo debutto ai campionati del mondo senior di Shanghai, in Cina, la Schott si qualificò per il programma libero dopo essersi classificata diciannovesima nel programma corto. Si classificò successivamente ventitreesima nel programma libero concludendo l'evento al ventitreesimo posto assoluto.

### Stagione 2015-16
Nicole Schott iniziò la stagione 2015-16 nella serie Junior Grand Prix, finendo undicesima al JGP Slovacchia 2015. Successivamente continuò a competere al CS Varsavia Cup 2015 e al CS Tallinn Trophy 2015, piazzandosi rispettivamente quarta e nona.
Ai Campionati tedeschi del 2016 la Schott si classificò terza, con 156.89 punti totali, dietro a Lutricia Bock, prima classificata con 164.94 punti, e Nathalie Weinzierl, seconda classificata con 163.11 punti.
Concluse la stagione classificandosi poi quarta alla Mentor Toruń Cup 2016 e seconda al Trofeo FBMA 2016.

### Stagione 2016-17: Oro alla Warsaw Cap e al NRW Trophy
Nicole Schott iniziò la stagione 2016-17 piazzandosi nona al CS Lombardia Trophy 2016 e quinta al CS Finlandia Trophy 2016. Successivamente vinse la medaglia di bronzo all'Golden Bear di Zagabria 2016.
Schott salì sul suo primo podio nella ISU Challenger Series, conquistando l'oro alla Warsaw Cup con un vantaggio di 2.54 punti sull'australiana Kailani Craine. In seguito vinse la medaglia d'oro al NRW Trophy 2016, confermando il risultato ottenuto nell'edizione del 2014.
Ai campionati europei del 2017 a Ostrava, Repubblica Ceca, Nicole Schott si classificò decima nella classifica totale, a soli 0.06 punti dall'undicesima classificata, la pattinatrice finalendese Emmi Peltonen.
Ai Campionati mondiali del 2017 svoltosi a Helsinki, Finlandia, Schott avanzò al segmento del programma libero della competizione piazzandosi ventiquattresima nel programma corto. Successivamente si è piazzò diciannovesima nel programma libero salendo così al diciannovesimo posto assoluto.

### Stagione 2017-18: Olimpiadi di Pyeongchang

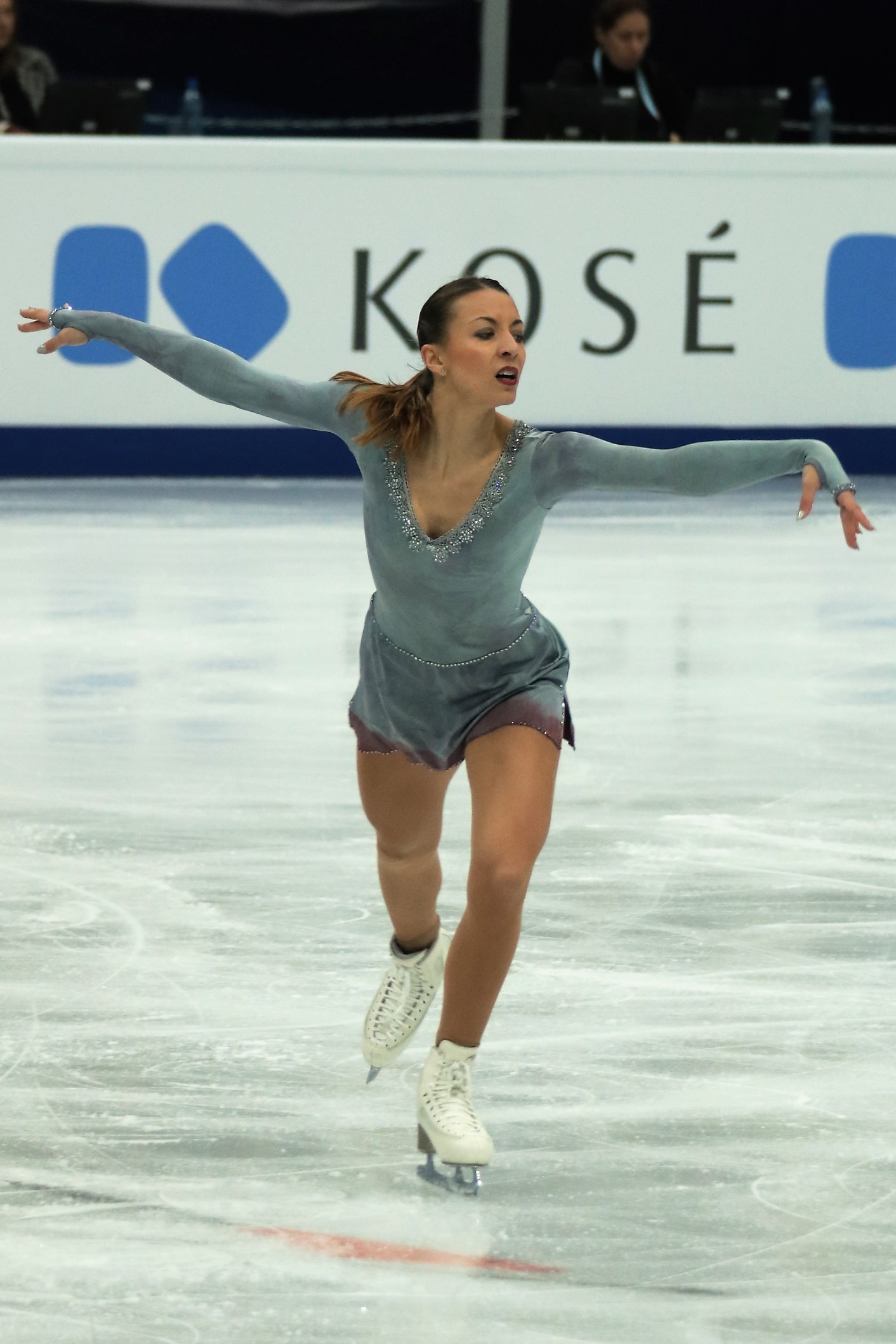
Schott ai campionati europei di Mosca del 2018

La stagione 2017-18 iniziò con un quarto posto alla Coppa di Nizza 2017.
Al suo debutto nella serie Grand Prix, la Schott si classificò decima alla Rostelecom Cup 2017 e settima all'Internationaux de France 2017. Successivamente gareggiò anche al CS Ice Star 2017, dove si posizionò alla quinta posizione con 161.62 punti.
Nicole Schott prese parte al CS Tallinn Trophy 2017 e al CS Golden Spin of Zagreb 2017, dove si piazzò rispettivamente terza, con 171.53 punti, e quarta, con 167.36 punti.
Ai Campionati tedeschi del 2018 la Schott vinse il suo terzo titolo nazionale con 177.86 punti e davanti a Nathalie Weinzierl, seconda classificata con 166.45 punti, e a Lea Johanna Dastich, terza con 162.42 punti. Grazie a questo risultato venne selezionata per competere ai campionati europei, alle Olimpiadi invernali e ai campionati del mondo.
Ai campionati europei del 2018, svoltisi a Mosca, in Russia, la Schott si posizionò decima, a soli 1.64 punti dalla nona Emmi Peltonen, per il secondo anno consecutivo.
Gareggiando per il Team Germany nel programma corto dell'evento a squadre alle Olimpiadi invernali 2018 a Pyeongchang, in Corea del Sud, la Schott si piazzò ottava, concludendo poi la competizione con tre punti a favore del proprio team. Successivamente gareggiò nel singolare femminile, piazzandosi quattordicesima nel programma corto e diciassettesima in quello libero, finendo infine diciottesima assoluta.
Ai Campionati del mondo del 2018, svoltisi a Milano, Nicole Schott si piazzò dodicesima nel programma corto e quattordicesima nel programma libero, concludendo infine l'evento al tredicesimo posto assoluto, a soli 27 centesimi dalla dodicesima classificata, la pattinatrice americana Mariah Bell.

### Stagione 2018-19: Quarto titolo nazionale
Sebbene assegnata a competere nella serie Grand Prix del 2018-19 al Grand Prix inaugurale di Helsinki del 2018 e alla Rostelecom Cup 2018, la Schott si ritirò da entrambi gli eventi a causa dell'influenza e di un vecchio infortunio al ginocchio ancora in via di guarigione.
Successivamente prese parte al CS Tallinn Trophy 2018 e al CS Golden Spin di Zagabria 2018, dove si posizionò decima in entrambi gli eventi.
Ai Campionati tedeschi del 2019, svoltosi dal 21 al 23 dicembre 2018, Nicole Schott vinse, con 11.76 punti di distacco sulla seconda Nathalie Weinzierl, il suo quarto titolo nazionale.
In gara ai Campionati Europei del 2019 tenutosi a Minsk, capitale della Bielorussia, la Schott si classificò sedicesima dopo aver ottenuto nel programma corto 50.68 punti, mentre in quello libero 98.58.
In seguito vinse l'argento sia alla Coppa Jégvirág 2019 che alla Coppa del Tirolo 2019, dove si posizionò dietro alla pattinatrice francese Laurine Lecavelier con un distacco di 1.73 punti.
Ai Campionati del mondo del 2019 svoltisi a Saitama, in Giappone, la Schott si piazzò dodicesima nel programma corto e diciassettesima nel programma libero, finendo infine sedicesima assoluta con 170.56 punti totali.

### Stagione 2019-20: Quinto titolo nazionale e COVID-19

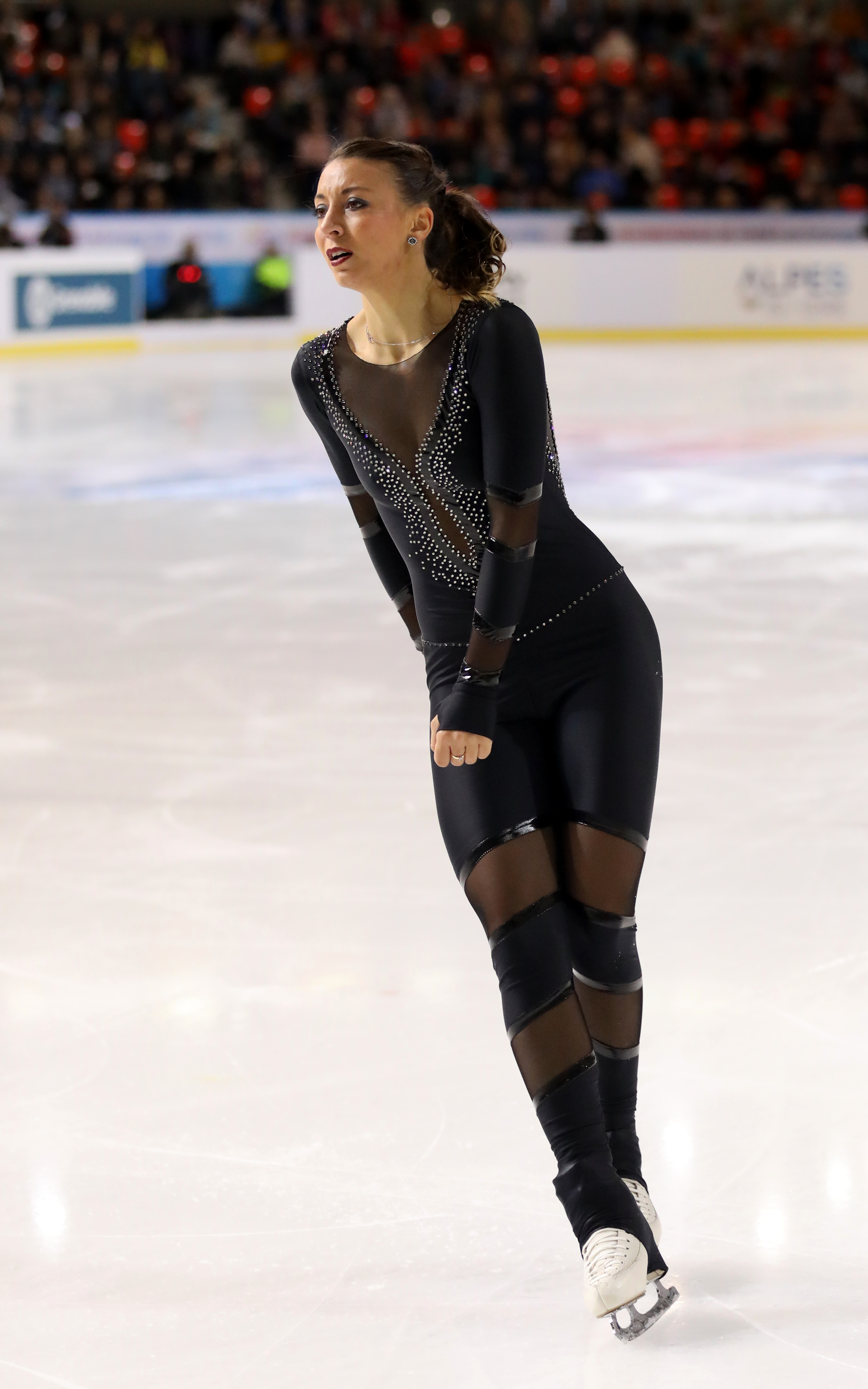
Schott durante il programma corto all'Internationaux de France 2019

Nicole Schott iniziò la stagione 2019-20 gareggiando al CS Nebelhorn Trophy 2019, dove ottenne la medaglia di bronzo. Successivamente partecipò al Golden Bear of Zagreb 2019, dove si classificò quarta con 169.99 punti, a soli 0.27 punti dalla terza classificata, la britannica Natasha McKay.
In competizione all'Internationaux de France 2019, la Schott si posizionò al settimo posto. Successivamente gareggiò al Challenger Series Golden Spin di Zagabria 2019, dove vinse la medaglia di bronzo.
Ai Campionati tedeschi del 2020, svoltosi il 3 gennaio 2020, Nicole Schott vinse il suo quinto titolo nazionale con un punteggio totale di 194.60. Durante la competizione la Schott si classificò prima sia nel programma corto che in quello libero.
Selezionata per competere ai Campionati Europei tenutosi a Graz, in Austria, la Schott si posizionò tredicesima con 162.26 punti totali.
Sebbene assegnata a competere ai Campionati del mondo di Montreal, Canada, l'evento venne infine annullato a causa delle crescenti preoccupazioni sulla pandemia di COVID-19.

### Stagione 2020-21
Nicole Schott iniziò la stagione 2020-21 al Challenger Series Nebelhorn Trophy 2020, classificandosi quarta con 156.27 punti.
Sebbene assegnata per competere all'Internationaux de France del 2020, il 19 ottobre 2020 l'evento venne annullato a causa della pandemia di COVID-19.
A causa di diversi casi di positività al COVID-19 presso la sua pista di allenamento a Obsterstorf, la Schott decise di ritirarsi dai Campionati tedeschi del 2021. Tuttavia, venne poi selezionata per competere ai Campionati del mondo del 2021 a Stoccolma, in Svezia, dove si posizionò diciottesima con 172.80 punti totali.

### Stagione 2021-22: Olimpiadi di Pechino
La Schott iniziò la stagione 2021-22 al Challenger Series Finlandia Trophy 2021, piazzandosi diciassettesima con 161.23 totali, a soli 0.36 punti dalla sedicesima classificata, l'australiana Kailani Craine.
Successivamente continuò a competere nella serie Grand Prix, finendo decima, con 167.20 punti totali, al Gran Premio d'Italia 2021 e ottava, con 172.37 punti totali, al Trofeo NHK 2021. In seguito prese parte al CS Varsavia Cup 2021 e all'Asian Open Trophy 2022, classificandosi rispettivamente quarta, con 186.66 punti, e sesta.
Ai Campionati tedeschi del 2022 svoltosi dal 9 all'11 dicembre 2021 presso l'Eissporthalle Neuss a Neuss, Nicole Schott vinse il suo sesto titolo nazionale con un distacco di 19.54 punti sulla seconda classificata.
La Schott venne successivamente selezionata per rappresentare la Germania ai Campionati Europei del 2022 tenutosi Tallinn, in Estonia, dove si posizionò al nono posto con 170.18 punti totali.
Inclusa per la sua seconda volta nella squadra olimpica tedesca, la Schott gareggiò nel programma corto dell'evento a squadre per il Team Germany alle Olimpiadi invernali del 2022 a Pechino, Cina, dove si posizionò sesta in quel segmento guadagnando così cinque punti per il Team Germany. In seguito gareggiò poi nel singolare femminile, piazzandosi tredicesima nel programma corto e diciottesima nel programma libero, finendo infine sedicesima assoluta.
Ai Campionati del mondo del 2022 a Montpellier, in Francia, la Schott si piazzò inaspettatamente sesta nel programma corto con un nuovo record personale di 67.77 punti. Nel programma libero si classificò invece quattordicesima con 120.65. Concluse la competizione al decimo posto assoluto con 188.42 punti, a soli 8 centesimi di distacco dalla nona classificata, la pattinatrice azera Ekaterina Rjabova, e a 27 decimi di vantaggio dall'undicesima classificata, la pattinatrice giapponese Wakaba Higuchi.

### Stagione 2022-23: Record personali
Nicole Schott iniziò la stagione 2022-23 al Challenger Series Budapest Trophy 2022, dove si classificò decima con 147.46 punti. Successivamente gareggiò nella serie Grand Prix, finendo settima allo Skate America del 2022 e sesta al MK John Wilson Trophy del 2022.
In competizione alla CS Varsavia Cup 2022 e al CS Golden Spin di Zagabria 2022, la Schott si classificò rispettivamente quarta, con 172.56 punti totali, e settima, con 162.96 punti totali.
Ai Campionati tedeschi del 2023 svoltosi dal 5 al 7 gennaio 2023 all'Eissportzentrum Oberstdorf di Oberstdorf, Nicole Schott vinse il suo settimo titolo nazionale con un vantaggio di 26.09 punti sulla seconda classificata, la pattinatrice Kristina Isaev.
Successivamente ai Campionati Europei del 2023 a Espoo, in Finlandia, la Schott si posizionò sedicesima nel programma corto e nona nel pattino libero, finendo al nono posto assoluto con 163.82 punti, posizione più alta in carriera ottenuta due volte in questa competizione.
Ai Campionati del mondo del 2023 svoltosi a Saitama, in Giappone, la Schott ottenne nuovi record personali nel segmento del programma libero e nel punteggio finale. Si classificò settima nel programma corto e nona nel programma libero, concludendo l'evento al settimo posto assoluto con il record personale di 197.76 punti totali.

### Stagione 2023-24: Ritiro
Nicole Schott si ritirò dalle gare di Grand Prix a lei assegnate per la stagione 2023-2024 nell'agosto del 2023 prima di annunciare definitivamente il suo ritiro dal pattinaggio artistico competitivo il 30 novembre 2023.

## Palmarès
GP: Grand Prix; CS: Challenger Series; JGP: Junior Grand Prix
| Internazionali | Internazionali | Internazionali | Internazionali | Internazionali | Internazionali | Internazionali | Internazionali | Internazionali | Internazionali | Internazionali | Internazionali | Internazionali | Internazionali | Internazionali |
| Evento | 2009-10        | 2010-11        | 2011-12        | 2012-13        | 2013-14        | 2014-15        | 2015-16        | 2016-17        | 2017-18        | 2018-19        | 2019-20        | 2020-21        | 2021-22        | 2022-23        |
| --- | -------------- | -------------- | -------------- | -------------- | -------------- | -------------- | -------------- | -------------- | -------------- | -------------- | -------------- | -------------- | -------------- | -------------- |
| Olimpiadi |                |                |                |                |                |                |                |                | 18ª            |                |                |                | 16ª            |                |
| Campionati mondiali |                |                |                |                |                | 23ª            |                | 19ª            | 13ª            | 16ª            | C              | 18ª            | 10ª            | 7ª             |
| Campionati europei |                |                |                |                |                | 9ª             |                | 10ª            | 10ª            | 16ª            | 13ª            |                | 12ª            | 9ª             |
| GP Trophée Eric Bompard |                |                |                |                |                |                |                |                | 7ª             |                | 7ª             | C              |                |                |
| GP Italia |                |                |                |                |                |                |                |                |                |                |                |                | 10ª            |                |
| GP NHK Trophy |                |                |                |                |                |                |                |                |                |                |                |                | 8ª             |                |
| GP Rostelecom Cup |                |                |                |                |                |                |                |                | 10ª            | R              | 9ª             |                |                |                |
| GP Skate America |                |                |                |                |                |                |                |                |                |                |                |                |                | 7ª             |
| GP Skate Canada |                |                |                |                |                |                |                |                |                |                |                |                |                |                |
| GP Wilson Trophy |                |                |                |                |                |                |                |                |                |                |                |                |                | 6ª             |
| CS Asian Open |                |                |                |                |                |                |                |                |                |                |                |                | 6ª             |                |
| CS Budapest Trophy |                |                |                |                |                |                |                |                |                |                |                | R              |                | 10ª            |
| CS Finlandia Trophy |                |                |                |                |                |                |                | 5ª             |                |                |                |                | 17ª            |                |
| CS Golden Spin |                |                |                |                |                | 11ª            |                |                | 4ª             | 10ª            | 3ª             |                |                | 7ª             |
| CS Ice Star |                |                |                |                |                |                |                |                | 5ª             |                |                |                |                |                |
| CS Lombardia Trophy |                |                |                |                |                |                |                | 9ª             |                |                |                |                |                |                |
| CS Nebelhorn Trophy |                |                |                |                |                |                |                |                |                | R              | 3ª             | 4ª             |                |                |
| CS Tallinn Trophy |                |                |                |                |                |                | 9ª             |                | 3ª             | 10ª            |                |                |                |                |
| CS Warsaw Cup |                |                |                |                |                | 9ª             | 4ª             | 1ª             |                |                | R              |                | 4ª             | 4ª             |
| Bavarian Open |                |                |                | 12ª            | 9ª             | 5ª             |                |                |                |                |                |                | 2ª             |                |
| Cup of Nice |                |                |                |                |                |                |                |                | 4ª             |                |                |                |                |                |
| Cup of Tyrol |                |                |                |                |                |                |                |                |                | 2ª             |                |                |                |                |
| FBMA Trophy |                |                |                |                |                |                | 2ª             |                |                |                |                |                |                |                |
| Golden Bear |                |                |                |                |                |                |                | 3ª             |                |                |                |                |                |                |
| Hellmut Seibt |                |                |                |                | 6ª             |                |                |                |                |                |                |                |                |                |
| Jégvirág Cup |                |                |                |                |                |                |                |                |                | 2ª             |                |                |                |                |
| NRW Trophy |                |                | 21ª            |                |                | 1ª             |                | 1ª             |                |                |                | R              |                |                |
| Printemps |                |                |                | 14ª            |                | 3ª             |                |                |                |                |                |                |                |                |
| Toruń Cup |                |                |                |                |                |                | 4ª             |                |                |                |                |                |                |                |
| Internazionali: categoria Junior |                |                |                |                |                |                |                |                |                |                |                |                |                |                |
| Campionati mondiali |                | 22ª            |                |                |                |                |                |                |                |                |                |                |                |                |
| JGP Estonia |                |                |                |                |                | 10ª            |                |                |                |                |                |                |                |                |
| JGP Slovacchia |                |                |                |                |                |                | 11ª            |                |                |                |                |                |                |                |
| JGP Slovenia |                |                |                |                |                | 7ª             |                |                |                |                |                |                |                |                |
| JGP Polonia |                |                |                |                | 14ª            |                |                |                |                |                |                |                |                |                |
| Bavarian Open | 7ª             |                |                |                |                |                |                |                |                |                |                |                |                |                |
| Crystal Skate |                |                |                | 5ª             | 1ª             |                |                |                |                |                |                |                |                |                |
| Ice Challenge |                |                | 7ª             |                |                |                |                |                |                |                |                |                |                |                |
| NRW Trophy |                | 14ª            |                | 6ª             | 9ª             |                |                |                |                |                |                |                |                |                |
| Skate Celje |                |                |                |                | 4ª             |                |                |                |                |                |                |                |                |                |
| Warsaw Cup |                |                | 1ª             | 5ª             |                |                |                |                |                |                |                |                |                |                |
| Nazionali |                |                |                |                |                |                |                |                |                |                |                |                |                |                |
| Campionati della Germania |                | 6ª             | 1ª             | 8ª             | 3ª             | 1ª             | 3ª             | R              | 1ª             | 1ª             | 1ª             | R              | 1ª             | 1ª             |
| Campionati della Germania juniores | 8ª             |                |                |                |                |                |                |                |                |                |                |                |                |                |
| Eventi di squadra |                |                |                |                |                |                |                |                |                |                |                |                |                |                |
| Olimpiadi |                |                |                |                |                |                |                |                | 7ª T 8ª P      |                |                |                | 9ª T 6ª P      |                |
| CS = Challenger Series; GP = Grand Prix; JGP = Junior Grand Prix; S = risultato della squadra; P = risultato personale; R = Ritirata; C = Evento cancellato |                |                |                |                |                |                |                |                |                |                |                |                |                |                |